# Meghan Trainor
Meghan Elizabeth Trainor (sinh ngày 22 tháng 12 năm 1993) là một nữ ca sĩ và người viết bài hát người Mỹ. Nỗ lực của Trainor đã được công nhận với một vài giải thưởng và đề cử, bao gồm một Giải Quả cầu vàng, Giải Nghệ sĩ Đột phá của năm của Music Business Association cùng với hai Giải thưởng âm nhạc Billboard.
Trainor đã cảm thấy hứng thú âm nhạc từ khi còn nhỏ, viết, thu âm, biểu diễn và sản xuất ba album được phát hành độc lập khi cô 15 đến 17 tuổi. Vào năm 2011, cô ký hợp đồng phát hành với Big Yellow Dog Music, và theo đuổi sự nghiệp viết nhạc. Sau khi ký được hợp đồng thu âm với hãng đĩa Epic Records vào năm 2014, Trainor nổi tiếng với việc phát hành album phòng thu đầu tay của cô, Title (2015). Album đứng ở vị trí đầu bảng xếp hạng Billboard 200 của Mỹ, bán được hơn 1 triệu bản trong nước, và phát hành ba đĩa đơn top 10: "All About That Bass", "Lips Are Movin" và "Like I'm Gonna Lose You".
Năm 2016, Trainor đoạt Giải Grammy cho Nghệ sĩ mới xuất sắc nhất. Album thứ hai của cô, Thank You, được phát hành vào năm 2016, được đi trước bởi đĩa đơn đầu tiên của nó, "No", giành lấy vị trí thứ ba trong Billboard Hot 100. Vào năm 2017, Trainor ra mắt đĩa đơn "I'm a Lady", xuất hiện trong bộ phim hoạt hình Xì Trum: Ngôi làng kỳ bí.
Bị ảnh hưởng mạnh mẽ bởi âm nhạc của thời kỳ thập niên 50 và 60, âm nhac của Trainor đã được ghi nhận vì sự thẩm mỹ mang tính retro của nó. Chủ đề chủ yếu trong ca lời của cô bao gồm các chủ đề về nữ giới hiện đại, hình ảnh cơ thể và sự trao quyền.
cô đã có vai trò lồng tiếng trong các bộ phim hoạt hình Smurfs: The Lost Village (2017) và Playmobil: The Movie (2019), và từng làm giám khảo trong chương trình tài năng truyền hình The Four: Battle for Stardom (2018) và hiện tại trên The Voice UK (2020). Các giải thưởng của Trainor bao gồm Giải thưởng Grammy, bốn Giải thưởng Âm nhạc Pop ASCAP và hai Giải thưởng Âm nhạc Billboard.

## Cuộc đời và sự nghiệp

### 1993–2008: Cuộc sống đầu đời
Meghan Elizabeth Trainor được sinh ra vào ngày 22 tháng 12 năm 1993, tại Nantucket, Massachusetts, là con gái của Kelly Anne "Kelli" (Jekanowski) và Gary Trainor, hai người thợ kim hoàn. Trainor có một người anh trai tên là Ryan, và một người em trai tên là Justin. Trainor bắt đầu ca hát năm cô 6 tuổi, ban đầu hát song ca với cha cô ở nhà thờ. Cô bắt đầu viết nhạc năm 11 tuổi, bắt đầu bằng một bản cải biên của cô của bài hát "Heart and Soul" (1938). Trainor đã thể hiện sự tiến bộ của sự nghiệp đầu đời của cô khi được sinh ra trong một gia đình có truyền thống âm nhạc. Cha của Trainor là một giáo viên âm nhạc và là một nhạc sĩ, ông thường chơi đại phong cầm trong một nhà thờ Giám Lý. Ông chú của cô, Bob LaPalm từng tham gia trong một cựu nhóm nhạc cùng với Al Anderson của nhóm nhạc NRBQ. Người chú người Trinidad và Tobago và dì của Trainor, Burton Toney và Lisa, là những nghệ sĩ biểu diễn và người viết bài hát thuộc dòng nhạc soca.
Năm 11 tuổi, Trainor nói với cha rằng cô muốn trở thành một nghệ sĩ thu âm và bắt đầu viết bài hát, thu âm chúng lại bằng cách sử dụng phần mềm GarageBand trên chiếc MacBook của mình. "Nó làm thế chủ yếu bằng thính giác," mẹ cô nhớ lại. Cha cô khuyến khích cô nên khám phá thêm nhiều thể loại nhạc nữa. Năm 12 tuổi, Trainor bắt đầu biểu diễn với tư cách là một thành phần của Island Fusion, một "nhóm nhạc đa chức năng" thường biểu diễn các bản cover các bài hát, nhạc soca và những sáng tác của Trainor. Nhóm nhạc bao gồm dì cô, em trai và cha cô. Trainor chơi piano, guitar, và chơi trống bongo, và hát cùng nhóm nhạc trong khoảng 4 năm. Ở tuổi 13, Trainor đã viết ra được bài hát đầu tiên của riêng cô, "Give Me a Chance". Khi cô học lớp 8, cả gia đình rời khỏi Nantucket. Họ sinh sống tạm thời ở North Eastham, Massachusetts.

### Thuở đầu
Vào năm 17 tuổi, Trainor được Big Al Anderson từ NRBQ giới thiệu cho Carla Wallace của Big Yellow Dog Music. Cô sau đó ký hợp đồng cùng hãng Big Yellow Dog Music dưới dạng một nhà sáng tác nhạc không lâu sau dịp sinh nhật lần thứ 18. Trong năm 2011, Trainor viết và tự cho phát hành một album mang tựa đề I'll Sing With You. Cô từng tham gia nhiều chuyến sáng tác tại Los Angeles, New York City và Nashville. Cô đến Nashville tự lập vào năm 19 tuổi. Cô cũng sáng tác nhiều bài hát cùng nhiều nghệ sĩ như Rascal Flatts, Sabrina Carpenter và R5.

### 2014–nay:Title
Trong một chuyến đi sáng tác của Trainor, cô gặp và sáng tác cùng nhà sản xuất từng được đề cử cho giải Grammy Kevin Kadish. Họ viết "All About That Bass" vào năm 2014 và hãng đĩa của cô chia sẻ việc nhiều nghệ sĩ khác có ý định muốn thu âm bài hát cùng cô. L.A. Reid nghe được bản thu thử bài hát này của Trainor và giúp cô đạt được thỏa thuận ký kết cùng hãng Epic Records, nơi cô được cho phép phát hành các bài hát của mình dưới dạng một nghệ sĩ đơn ca. "All About That Bass" sau đó đạt được ngôi quán quân Billboard Hot 100 tại Hoa Kỳ và tại nhiều quốc gia khác, có bao gồm Úc, Canada, Đan Mạch và New Zealand. EP đầu tay của Trainor, Title được phát hành vào tháng 9 năm 2014. Hiện tại Album đã tiêu thụ được hơn 4 triệu bản tại Mỹ và là album bán chạy thứ 9 thế giới năm 2015 với 1,8 triệu bản toàn thế giới

### 2016–nay:Thank You
Trainor tiết lộ cho E! Online vào 07 tháng 1 năm 2016, album phòng thu thứ hai của cô, Thank You , đã gần như hoàn tất. Trainor nói với MTV rằng album đã bị ảnh hưởng bởi Elvis Presley, Aretha Franklin và Bruno Mars, và các tính năng một sự hợp tác giữa cô và R. City. Đĩa đơn đầu tiên của album, tiêu đề "No", được sản xuất bởi Ricky Reed và phát hành vào ngày 4 tháng 3 năm 2016, Đĩa đơn đầu tiên của album "No" được sản xuất bởi Ricky Reed [79] và được phát hành vào ngày 4 tháng 3 năm 2016. [80] Bài hát R & B đạt vị trí thứ ba trên Billboard Hot 100. [46] [81] Ngay sau khi phát hành "No", Trainor đã phát hành các đĩa đơn quảng cáo "Watch Me Do", "I Love Me", [82] "Better" (hợp tác với rapper người Mỹ Yo Gotti), [83] và "Mom", trên đó Mẹ too của Trainor xuất hiện. [84] Đĩa đơn thứ hai trong album, "Me Too", được phát hành vào ngày 5 tháng 5; video đi kèm được phát hành bốn ngày sau đó nhưng đã bị xóa cùng ngày vì thao tác kỹ thuật số không được chấp thuận trên cơ thể của Trainor. [85] Một phiên bản chưa được chỉnh sửa của video đã được phát hành vào ngày hôm sau. [86] Bài hát đạt vị trí thứ 13 trên Billboard Hot 100. [46] Một màn trình diễn của bài hát trong chương trình The Tonight Show với sự tham gia của Jimmy Fallon đã thu hút sự chú ý khi Trainor ngã xuống sàn trong khi cố gắng giữ một đế micro. [87] [88] [89]
Thank You được phát hành vào ngày 6 tháng 5 năm 2016. [90] [91] [92] Album nhận được nhiều ý kiến trái chiều, dẫn đến số điểm Metacritic là 60 dựa trên 10 trong số đó, và ra mắt ở vị trí thứ ba trên Billboard 200 của Hoa Kỳ; nó đã được chứng nhận bạch kim ở Mỹ để bán vượt quá một triệu bản.[30] [39] [93] Vào tháng 7, Trainor bắt tay vào The Untouchable Tour để hỗ trợ cho nó, với Hailee Steinfeld và Common Kings là những tác phẩm mở đầu. [94] "Better" đã được phát hành dưới dạng đĩa đơn thứ ba của album vào tháng 8 năm 2016 và đã nhận được một video âm nhạc bao gồm một đoạn cameo từ Beau Bridges. [95] Trainor xuất hiện trên ba bài hát của các nghệ sĩ khác vào năm 2016, "Tha thứ cho cha" từ album Major Key của DJ Khaled, [96] "Một ngày nào đó" từ album Nobody but Me, [97] của Michael Bublé từ Brett Album phát sáng của Eldredge. [98] Cô đã đồng sáng tác nhiều bài hát trong năm đó, bao gồm "Ain't Your Mama" và "You Gotta Not" trong album Glory Days của Little Mix. [99] [100] Vào ngày 24 tháng 2 năm 2017, Trainor đã phát hành đĩa đơn "Im a Lady", được cô thu âm cho bộ phim Smurfs: The Lost Village, trong đó cô cũng lồng tiếng cho một nhân vật tên là Smurfmelody. [101], không lâu sau khi Trainor giành được giải Grammy cho Nghệ sĩ mới xuất sắc nhất. Album dự kiến sẽ được phát hành vào ngày 13 tháng 5 năm 2016. Hiện tại Album đã tiêu thụ được hơn 1 triệu bản tại Mỹ

### 2017–nay: The Love Train EP & Treat Myself
Vào tháng 12 năm 2017, Fox đã công bố Trainor là một trong những giám khảo trong chương trình The Four: Battle for Stardom, cùng với Sean Combs, DJ Khaled và Charlie Walk. [102] Hai mùa đầu tiên của chương trình được phát sóng vào năm 2018. [103] Trainor đã cạnh tranh với ca sĩ Shania Twain trong một tập của chương trình Drop the Mic của TBS, được phát sóng vào tháng 1 năm 2018; cả hai đều được tuyên bố là người chiến thắng. [104] Album phòng thu nhãn lớn thứ ba của Trainor, có tựa đề Treat Myself, đã được lên kế hoạch phát hành vào ngày 31 tháng 8 năm 2018, nhưng đã bị trì hoãn vì Trainor muốn viết và thu âm nhiều bài hát hơn cho nó. [105] Đĩa đơn hàng đầu của nó "No Excuses" đã được phát hành vào tháng 3 năm 2018 và đạt vị trí thứ 46 trên Billboard Hot 100. [46] Các bài hát "Let You Be Right" và "Can Dance" đã được phát hành dưới dạng đĩa đơn hai tháng sau đó. [106] "All the ways" đã được phát hành vào ngày 20 tháng 6 năm 2018, [107] và ca khúc chủ đề đã được cung cấp vào ngày 20 tháng 7 năm 2018. [108] Cùng năm đó, Trainor xuất hiện trên bài hát "More than Friends" của Jason Mraz. [109]
Hợp tác với Sigala và Ella Eyre, Trainor đã phát hành đĩa đơn "Just Got Paid", có sự tham gia của rapper người Mỹ người Pháp Montana. Bài hát đạt vị trí thứ 11 trên Bảng xếp hạng đĩa đơn của Anh, [110] số 7 ở Scotland, [111] và số 12 ở Ireland. [112] Trainor và Sean Paul đã xuất hiện trong bản phối lại bài hát "Hey DJ" của CNCO vào cuối năm đó. [113] Trainor đã phát động Chiến dịch The Salvation Army's thường niên lần thứ 128 của Quân đội Salvation vào ngày 22 tháng 11 năm 2018, biểu diễn tại một trò chơi Dallas Cowboys và Washington Redskins. [114] [115] Treat Myself sau đó đã được đưa ra ngày phát hành tháng 1 năm 2019 nhưng không được phát hành cho đến ngày 31 tháng 1 năm 2020. [116] [117] "All the Way" đã được phát hành cho đài phát thanh đương đại dành cho hot adult contemporary vào tháng 2 năm 2019 dưới dạng đĩa đơn. [118] Tháng đó, Trainor cũng phát hành một EP mang tên The Love Train, được quảng bá thông qua các video âm nhạc và bao gồm "All the ways". [116] [119] Cô là một người đứng đầu, cùng với Years & Years, cho lễ hội Los Angeles Pride 2019. [120]
Trainor đã thu âm các bài hát "Badass Woman" và "Run Like the River" cho các bộ phim năm 2019 The Hustle và Playmobil: The Movie Vào tháng 9 năm 2019, BBC tuyên bố Trainor sẽ tham gia will.i.am, Sir Tom Jones và Olly Murs với tư cách là huấn luyện viên cho mùa thứ chín của The Voice UK, được công chiếu vào năm 2020. [124] Cô đã phát hành "Wave" dưới dạng đĩa đơn thứ hai từ Treat Myself, vào ngày 27 tháng 9 năm 2019. [125] Album được quảng bá thêm với các đĩa đơn quảng cáo "Workin 'On It", "Evil Twin" và "Blink". [126] Trainor đã viết đủ tài liệu cho bốn album trong khi cố gắng thích nghi với các xu hướng mới trong ngành công nghiệp âm nhạc, [127] Treat Myself được phát hành vào ngày 31 tháng 1 năm 2020, cùng với đĩa đơn thứ ba "Nice to Meet Ya" có Nicki Minaj, phối trộn đánh giá dẫn đến số điểm Metacritic là 51 dựa trên bốn trong số đó. [117] [128] Treat Myself ra mắt ở vị trí thứ 25 trên US Billboard 200 và "Nice to Meet Ya" ra mắt ở vị trí 89 trên Billboard Hot 100. [39] [46] Trainor đã phát hành một phiên bản deluxe của album vào tháng 7 năm 2020, trước đó là đĩa đơn "Make You Dance" (2020). [129]